# 张湾镇 (菏泽市)
张湾镇，是中华人民共和国山東省菏泽市定陶区下辖的一个乡镇级行政单位。

## 行政区划
张湾镇下辖以下地区：
张湾村、河西董村、耿家村、湾子张村、冯张庄村、户集村、耿庄村、蔡楼村、高家村、赵屯村、杨庄村、李屯村、苏家村、沙山寺村、西街村、东中村、东街村、老河张村、秦庄村、李家村、吕沟村和张成寨村。